# Patria y Vida
Manifestante, em Miami, vestindo uma 
camisa com o slogan "Patria y Vida".
Patria y Vida é um slogan de protesto usado nos protestos de Julho de 2021 em Cuba. A frase é inspirada em uma canção de mesmo nome e consiste em uma inversão do lema do governo cubano "Patria o Muerte". Ele se origina com o Movimento San Isidro.